# 安泽县
安泽县在山西省南部、黄河支流沁河中上游，是临汾市下辖的一个县。安泽古为春秋时期荀子的故乡，县人民政府駐府城鎮。

## 历史
北魏置安泽县，隋改岳阳县。元朝时，属晋宁路。至元三年，猗氏县并入岳阳县。次年复置猗氏县，岳阳县、和川县并入，后又改为岳阳县。明朝时，属平阳府。清朝仍属平阳府，考评：简。民国初年，全国废府州厅改县，属河東道。因与湖南省岳阳县同名，于1914年6月复名安泽县。1949年前属山西省第十二行政督察区。1949年后，历属临汾专区、晋南专区、临汾地区、临汾市。1971年，划出古县。

## 人口
根據第七次人口普查數據，截至2020年11月1日零時，安澤縣常住人口為75574人。

## 行政区划
安泽县下辖4个镇、3个乡：
府城镇、和川镇、唐城镇、冀氏镇、马壁乡、杜村乡和良马乡。

## 交通
- 铁路：瓦日铁路安泽站
- 公路： 309国道过境。

## 资源
安泽县拥有丰富的煤矿和森林资源，是黄土高原上森林植被比较好的一个县域，也是有名的生态县，全球79%的连翘产于此地。

## 特产
安泽连翘：中国地理标志产品。